# سيلفيو هندرسون سانتوس دي فريتاس
سيلفيو هندرسون سانتوس دي فريتاس (10 أبريل 1988 في البرازيل - ) هو لاعب كرة قدم برازيلي في مركز الوسط.

## وصلات خارجية
- سيلفيو هندرسون سانتوس دي فريتاس على موقع قاعدة بيانات كرة القدم.إي يو (الإنجليزية)
- سيلفيو هندرسون سانتوس دي فريتاس على موقع Soccerway.com (الإنجليزية)